# CBOR
CBOR (Concise Binary Object Representation en anglais) est un format d'échange de données informatiques d'utilisation générale pouvant être utilisé pour le stockage ou le transfert de données.
C'est un format binaire de sérialisation de données dont les types sont inspirés du JSON permettant de représenter des structures de données simples et des tableaux associatifs, et d'étendre le format à d'autres types.
L'objectif de ce format est de produire une forme binaire concise et extensible sans négociation de version de format.

## Spécification
La spécification du CBOR est disponible dans la RFC 8949.

### Principes
Les types sont regroupés en 8 types majeurs dont le numéro est codé sur 3 bits :
- 0 = entier positif ou non signé,
- 1 = entier négatif,
- 2 = chaîne d'octets,
- 3 = chaîne de caractères,
- 4 = tableau,
- 5 = tableau associatif ou dictionnaire,
- 6 = étiquette (tag),
- 7 = type simple (booléen, null, autre) et nombre à virgule flottante.

Les 5 bits restant du premier octet sont utilisés pour indiquer soit la valeur (si elle est comprise entre 0 et 23) ou le nombre d'octets qui suivent :
- de 0 à 23, il s'agit de la représentation de la valeur ou de la longueur pour les chaînes et les tableaux simples ou associatifs,
- de 24 à 27, il s'agit du nombre d'octets qui suivent (24 = 1 octet, 25 = 2 octets, 26 = 4 octets, 27 = 8 octets) contenant la valeur ou la taille,
- de 28 à 30, valeurs réservées pour un usage futur,
- selon le type majeur, la valeur 31 peut être réservée pour indiquer le début ou la fin d'une structure de taille indéterminée à l'avance.

Les types composés (tableaux simples, tableaux associatifs, chaînes de caractères ou d'octets) peuvent être encodés en spécifiant le nombre d'éléments avant le contenu, ou bien en mode non déterminé à l'avance en utilisant une valeur spéciale indiquant la fin.

### Extensibilité
Le type majeur étiquette permet d'étendre le format en indiquant quelle est l'interprétation à donner à l'item qui suit.
Par exemple, le tag 0 précède une chaîne de caractères représentant une date et une heure au format standard.
Il existe des tags pour les UUID, les données au format Base64, les fractions, les expressions régulières, l'absence de valeur, etc.
L'assignation des numéros fait l'objet d'un enregistrement de l'IANA.

## Implémentations
Différentes bibliothèques implémentent le format CBOR.
Il existe également des outils relatifs à ce format, notamment pour valider les données au format CBOR.